# Schizachne purpurascens
Schizachne purpurascens là một loài thực vật có hoa trong họ Hòa thảo. Loài này được (Torr.) Swallen miêu tả khoa học đầu tiên năm 1928.

## Hình ảnh

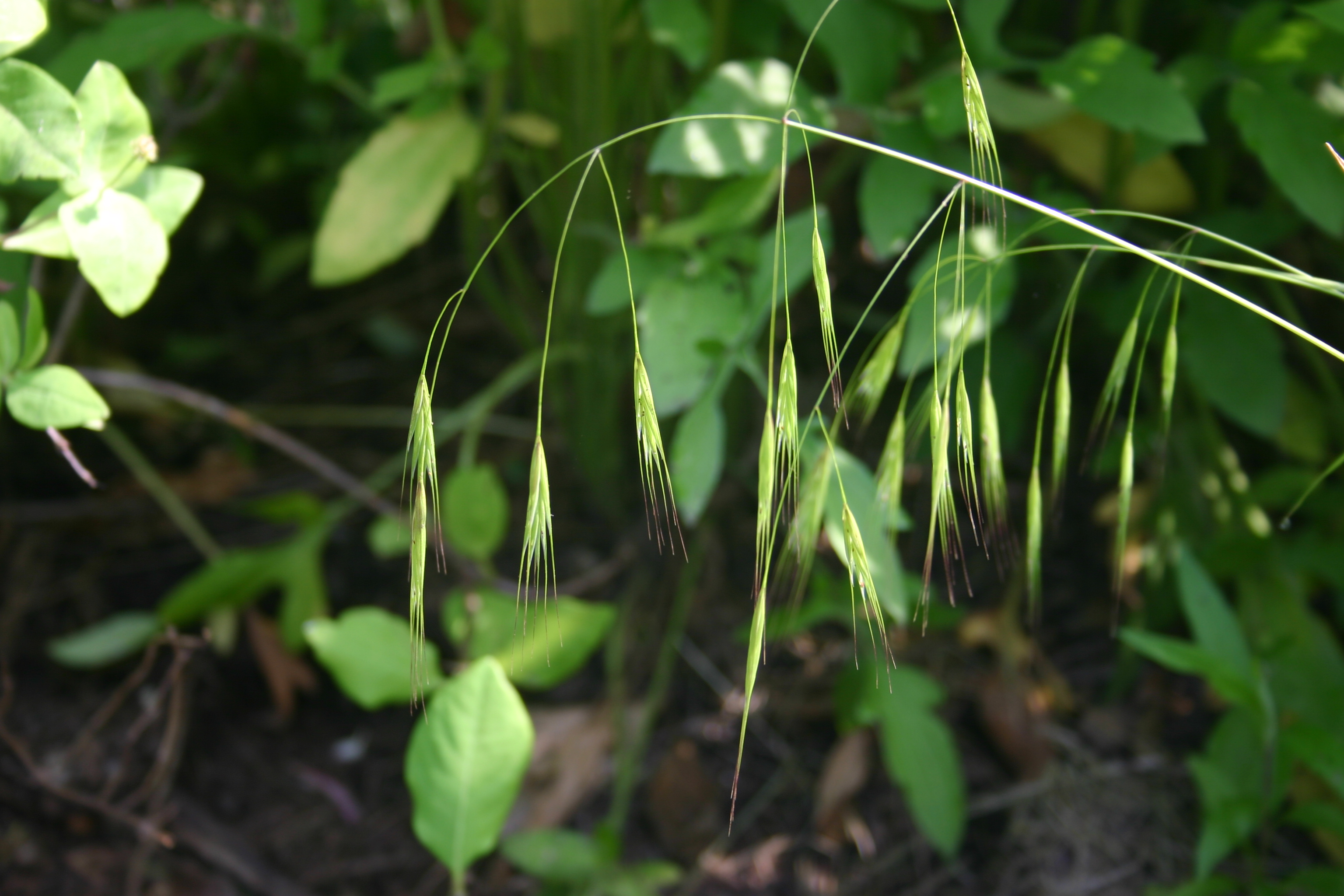